# Algounya
Algounya ou Algunja (en macédonien Алгуња) est un village du nord de la Macédoine du Nord, situé dans la municipalité de Staro Nagoritchané. Le village comptait 237 habitants en 2002. Il est majoritairement serbe.

## Démographie
Lors du recensement de 2002, le village comptait :
- Macédoniens : 88
- Serbes : 149